# 阿児町甲賀
阿児町甲賀（あごちょうこうか）は、三重県志摩市の大字。北隣の阿児町国府と同様に、海に面しながらも農村的な性格が強い地域であるが、阿児町国府とは異なり隠居制は残っていない。
住民基本台帳に基づく2021年5月31日現在の人口は2,701人、1996年1月1日現在の面積は5.02km2である。郵便番号は517-0505。

## 地理
志摩市中部にある阿児地域（阿児町）の東部に位置する。東側は太平洋に面し、海食崖を除きおおむね砂礫海岸（阿児の松原海水浴場）が広がる。南東部に甲賀漁港、阿児町志島との境界付近に城ノ崎がある。地区の大部分は隆起海食台地で占められ、海岸線に沿って細長い平地が形成されている。集落は奥・浜田・橋本の3つに分かれており、農林業センサスにおける農業集落もこの3つを採用している。志摩地方では町・字内の小地域をハイ（配）、クミ（組）、セコ（世古）などと呼ぶ例が多いが、甲賀は例外で、奥・浜田・橋本の3つを「郷」と呼ぶ。
- 河川 - 東海川
- 岬 - 城ノ崎[11]

南は阿児町志島・阿児町立神、西は阿児町神明、北は阿児町国府と接する。

### 災害
甲賀集落は砂浜海岸上にあるため、外洋からの津波の直撃を受けやすい。2021年（令和3年）発行のハザードマップによれば、甲賀の中心集落を含む太平洋沿岸には地震発生後11 - 13分後に津波が到達し、最大浸水深は5 - 10 mが予想されている。廃校となった志摩市立甲賀小学校（屋上の海抜は12.5 m）が津波避難施設となっている。

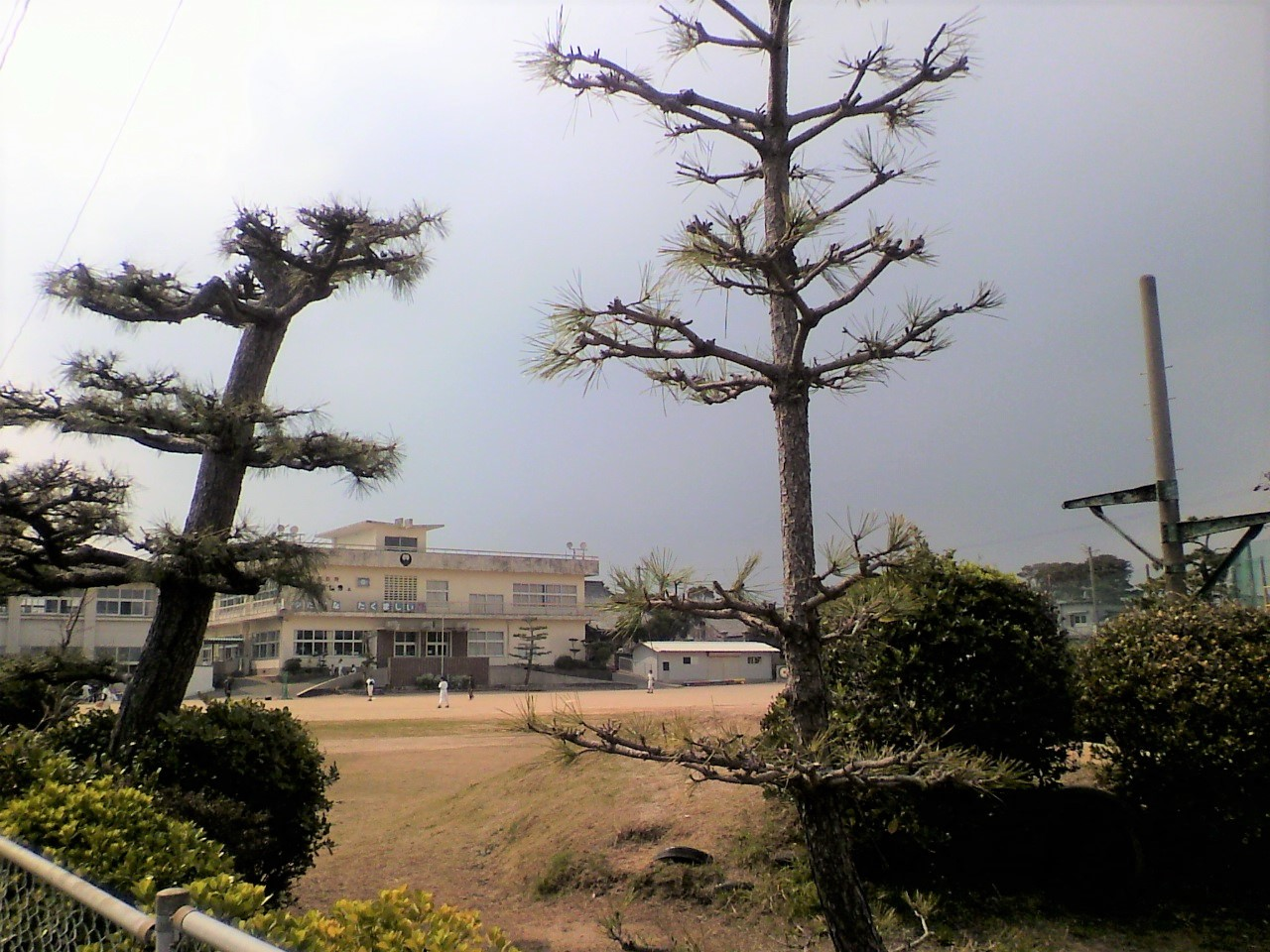
甲賀小学校（閉校前）

江戸時代の記録によれば、宝永地震（宝永4年=1707年）で津波が襲来し、安政東海地震（安政元年=1854年）でも奥・橋本集落が津波に襲われ、墓地や集落をやや内陸よりに移動した。また、台風が来るたびに浸水被害を受けたため、低地は荒れ地と化した。甲賀が復興するのは、明治時代に堤防が改修されて以降のことである。昭和東南海地震（1944年=昭和19年）では推定震度5弱の揺れに見舞われ、死者は出なかったが、住宅半壊と非住宅半壊がそれぞれ1軒あった。
妙音寺の裏には、安政東海地震の際の津波被害の様子や後世への教訓を刻んだ「地震津浪遺戒」の碑がある。1891年（明治24年）に建立されたもので、「すぐ高いところへ避難せよ」という意味の教訓が書かれている。碑の近くには、碑の解説を記した甲賀自治会が立てた看板がある。志摩市内にはほかに志摩町越賀の大蔵寺にも「安政津波流倒記」という自然災害伝承碑が残る。どちらの碑も市民の認知度は低いが、甲賀の碑の方が認知されている。

### 小・中学校の学区
市立小・中学校に通う場合、学区は以下の通りとなる。
| 地域 | 小学校     | 中学校     |
| ---- | ---------- | ---------- |
| 全域 | 東海小学校 | 東海中学校 |

東海小学校・東海中学校ともに阿児町甲賀にある。東海小学校に統合される前の甲賀小学校も阿児町甲賀にあった。

## 歴史

### 中世まで
小字 岬城（さきのしろ）・奥の浜・橋本で縄文時代から弥生時代の遺物が出土し、古墳や経塚も発見されるなど、太古の時代から人々が居住していた。
『和名類聚抄』に志摩国英虞郡8郷の1つとして「甲賀郷」が記録されており、少なくとも平安時代には存在した地名である。光明寺古文書に、長徳2年12月3日（ユリウス暦：997年1月14日）に伊福部利光という人物が、答志郡鴨村にある田を父方の姪である伊福部貴子に分与したという記録があり、貴子は「甲賀庄下司出雲介家女」であったと記されている。この記録は、近衛家の荘園・甲賀庄（甲賀荘）を出雲介という下司が管理していたことを伝えるとともに、布浜（現・志摩町越賀）の検校・伊福部貞元が永久4年10月10日（ユリウス暦：1116年11月16日）に磯部包元と鴨村の田をめぐって相論になった際に証拠として提出された。
近衛家領の甲賀荘は、近衛基実の母・源信子から近衛基通、基通の娘・竜前へと継承された。なお、『公文翰林抄』には建長8年3月1日（ユリウス暦：1256年3月28日）付の下文に「甲賀保百姓」の文字があるが、甲賀荘と甲賀保が同一であるかは不明である。荘園内に伊勢神宮の神田があり、『神宮雑例集』によると、その広さは内宮5町9段（≒5.85 ha）、外宮2町2段（≒2.18 ha）であった。神宮神田をめぐっては、弘安元年（1278年）に荘園の百姓が貢納するのは魚貝のみだとしてコメの上納を拒否したため、伊雑宮から兄部が取り立てに行ったという記録がある。
その後の甲賀はおよそ70人の常有兵力を有する甲賀衆によって統治された。甲賀衆は北畠氏が伊勢国司となった頃（南北朝時代）より同氏に仕え、甲賀のほか鵜方・神明（いずれも後の志摩市阿児町）など2千数百石を領した。頭領の本姓は藤原氏であったが、甲賀氏と称した。頭領・甲賀宗能は、文明14年（1482年）に泊浦（現・鳥羽市鳥羽）の水上関をめぐって泊浦と和田氏（浦〔現・鳥羽市浦村町〕を領有）が対立した際に諸島衆を率いて中立の立場で仲裁に入り、一件落着させた。
戦国時代の頭領・甲賀雅楽（うた）は、武田信虎から武田姓を与えられ、武田左馬之助と名乗った。信虎は永禄7年（1564年）に故あって甲賀へやって来て、雅楽の館に寄寓していたため、雅楽や領民は軍学や兵法を信虎から学ぶことができた。伊雑宮の総検校を務めた的矢美作守を襲撃するなど志摩国の平和を乱していた九鬼氏を討つため、永禄8年（1565年）に雅楽は挙兵し、信虎の策もあって九鬼嘉隆を三河国へ敗走させることに成功した。その後、嘉隆は織田信長に仕えて力を付け、永禄12年（1569年）に答志郡を平定、英虞郡へ迫った。雅楽は越賀衆の佐治隼人、和具衆の青山豊前、浜島衆の小野田筑後らと団結して嘉隆への対抗を決め、永禄13年（1570年）に越賀城で籠城戦に挑んだが、鉄砲を装備した嘉隆の軍勢に為すすべなく降伏した。頭領の雅楽は嘉隆の配下となることを拒み、出家して月叟という僧侶となり、天正8年（1580年）、甲賀村に妙音寺を建立した。別の説では、小浜氏（小浜景隆）や千賀氏を頼って三河国へ行き、尾張徳川家に仕えたと伝えられている。甲賀衆の一部は、嘉隆に仕えて文禄・慶長の役や関ヶ原の戦いで嘉隆の側近として共に戦った。また普段は漁師をしながら、郷侍として九鬼水軍に従ったり、鳥羽城の築城時に物資輸送をしたりする者もいた。帰農して福岡氏を名乗る一族もあった。

### 近世以降
江戸時代は志摩国英虞郡国府組に属し、甲賀村として鳥羽藩の配下にあった。村高は1,317石で、近世を通して変化はない。村内に39隻の船があり、うち海士船が20隻、漁船が13隻あり、捕鯨やカツオ漁などを行っていた。内藤氏が鳥羽藩主だった時代には、甲賀村の漁師が鳥羽から伊良湖岬までの楼船の水主を務めた。甲賀村は江戸時代に2度の津波に襲われ、台風のたびに浸水したため、低地は荒れ地と化した。津波により、奥郷は内陸へ移転し、漁村から農村へと変化していった。
1889年（明治22年）、町村制の施行により、甲賀村は単独で村制を敷いた。1891年（明治24年）に津波の被害と教訓を刻んだ「地震津浪遺戒」の碑が建立された。明治時代になると堤防の改修が行われ、地域の再開発と宅地化が進行し、第一次産業も発達した。1955年（昭和30年）に合併により阿児町の大字・甲賀となった。更に2004年（平成16年）の志摩市発足により、志摩市の大字・阿児町甲賀となった。
2018年（平成30年）4月、甲賀・志島・立神・国府・安乗の5小学校を統合した志摩市立東海小学校が阿児町甲賀に開校した。東海小学校は海岸から1 kmほど離れた高台に建てられ、校舎のデザインには、統合元の5校の児童が参加した。

### 沿革
- 1889年（明治22年）4月1日 - 町村制施行により、英虞郡甲賀村となる。大字は編成せず[28]。
- 1896年（明治29年）4月1日 - 英虞郡と答志郡の合併により、所属郡が志摩郡に変更[39]、志摩郡甲賀村となる。
- 1955年（昭和30年）1月1日 - 昭和の大合併により志摩郡阿児町甲賀となる[28]。
- 2004年（平成16年）10月1日 - 平成の大合併により、志摩市阿児町甲賀となる[1]。

### 地名の由来
諸説ある。（順不同）
1. 中国・四国地方にあるコウゲ（高燥草原、採草地の意）という地名は、志摩地方ではカウカまたはカガと呼ばれていたと考えられ、甲賀の字が当てられた[40]。傍証として、草原が広がっていた志摩地方南部にはカウカやカガと読む小字があるが、（山林地帯である）志摩地方北部には見当たらないことが挙げられる[41]。
2. かつて、隣接する阿児町国府（志摩国府所在地）と1つの郷を成していたことから、国衙（こくが）が転訛してコウカとなり、甲賀の字が当てられた[26]。
3. かつて、隣接する阿児町国府と1つの郷を成していたことから、国府郷（こうごう）と名付けられたが、発音しづらいため国府ヶ郷（こうがごう）となり、甲賀郷の文字を当てた後、郷が欠落した[42]。
4. カブ（傾）＋カ（在り処〔ありか〕、住み処などの「処」）で、傾斜地を意味する[43]。
5. カハ（川）＋フケ（沮、湿地の意）が転訛したもので、川沿いの湿地を意味する[43]。
6. 武田勝頼の残党が当時に来て兜（かぶと＝甲）をかぶり祝賀したことにちなむ[44]。郷土の口碑として伝わっているが、勝頼の時代よりも前から甲賀という地名が存在するので正しくない[44]。
7. 甲賀氏が治めた地であることにちなむ[44]。甲賀氏の統治時代よりも前から甲賀という地名が存在するので正しくない[44]。

『地名用語語源辞典』によれば、日本全国にある甲賀という地名の中には、カフカ→カウカ→コウカと変化したものがあり、その場合は草原説、傾斜地説、湿地説が当てはまるという。元亨2年（1332年）の『志摩国民部省図帳』は、甲賀を「加布可」（=カフカ）と表記した例があることを伝えている。

### 人口の変遷
志摩市全体の人口は、2000年（平成12年）から2014年（平成26年）の間に15.51%減少しているが、甲賀は微減であり、市内では比較的人口が維持されている。高齢化率は志摩市平均（35.45%）より低い。
総数 [世帯数： 、人口： ]
| 1746年（延享3年）  | 231戸 1,109人     |
| 1880年（明治13年） | 319戸 1,838人     |
| 1908年（明治41年） | 373戸 2,168人     |
| 1940年（昭和15年） | 392戸 2,278人     |
| 1944年（昭和19年） | 382戸 1,901人     |
| 1954年（昭和29年） | 458世帯 2,542人   |
| 1980年（昭和55年） | 563世帯 2,258人   |
| 1990年（平成2年）  | 630世帯 2,430人   |
| 1995年（平成5年）  | 748世帯 2,667人   |
| 2000年（平成12年） | 868世帯 2,755人   |
| 2010年（平成22年） | 987世帯 2,734人   |
| 2015年（平成27年） | 977世帯 2,618人   |
| 2021年（令和3年）  | 1,230世帯 2,701人 |

## 経済
2015年（平成27年）の国勢調査による15歳以上の就業者数は1,276人で、産業別では多い順に医療・福祉（185人・14.5%）、建設業（172人・13.5%）、宿泊業・飲食サービス業（166人・13.0%）、卸売業・小売業（148人・11.6%）、製造業（116人・9.1%）となっている。2016年（平成28年）の経済センサスによると、全事業所数は118事業所、従業者数は607人である。具体的には多い順に、小売業と宿泊業・飲食サービス業が各19、建設業が18、医療・福祉が13、不動産業とサービス業（他に分類されないもの）が各12、製造業が9、洗濯・理容・美容・浴場業が7、教育・学習支援業が4、技術サービス業（他に分類されないもの）と複合サービス事業が各2、通信業が1事業所となっている。全118事業所のうち84事業所が従業員4人以下の小規模事業所である。

### 第一次産業
甲賀の第一次産業は農主漁従である。伝統的には漁村的であったが、安政の津波によって船を失い、内陸に集落を移して農村的性格を強めたと見られる。千葉徳爾は、奥と浜田が農村的、橋本が漁村的と記述した。
2015年（平成27年）の農林業センサスによると、阿児町甲賀の農林業経営体数は14経営体（すべて家族経営）、農家数は73戸（うち販売農家は14戸）、耕地面積は田が65ha、畑が18haで、樹園地はない。主な農産物はイネ、サツマイモ、タマネギ、ニンニクである。1955年（昭和30年）時点では農家数は361戸あり、うち専業農家は68戸であった。
2018年（平成30年）の漁業センサスによると阿児町甲賀の漁業経営体数は36経営体で、うち35経営体が沿岸漁業に従事し、残る1経営体は中小漁業層である、漁船数は40隻（うち動力船は22隻）である。漁業就業者数は40人で全員が自営漁家である。主要漁法は採貝・採藻（17経営体）と刺網（12経営体）である。主な漁獲物はサザエ、イセエビ、ヒジキ、アワビ類で、2017年（平成29年）の属人陸揚量（=漁獲量）は91.1 t、陸揚金額（=漁獲金額）1億32百万円である。甲賀では、三重県外から見習い漁師を受け入れる取り組みを行っている。
江戸時代の甲賀村にはイワシ網漁を行う網組が4統あった。うち1統は早期に消滅し、中・西・新の3統の網組がそれぞれ浜に網小屋を建て、操業した。網組への加入は個人単位で行われ、兄弟であっても違う網組へ入ることがあった。漁獲したイワシは魚肥として利用したが、明治時代末期より金肥（購入した肥料）も導入するようになった。加えて、沖合漁業の隆盛により沿岸に魚類が寄り付かなくなったことから、網組を1統に集約し、奥郷が管理することになった。網組は昭和初期に廃止した。イワシ以外の漁獲物は各戸で自由に販売することができ、山田の河崎町（現・伊勢市河崎）の魚市場へ出荷する人もいた。

## 民俗・文化
明治中期までは、網の手入れや祭礼の準備をする若者組、祭礼時に踊る子供組、祭りを指揮する老人組があったが、明治中期に近代的組織に改められ、祭りの運営方法は大きく変わった。

### 祷屋制
甲賀ではかつて、祷屋制（とうやせい、禱屋制）があり、大祷（おおとう）・小祷（ことう）が祭事を司った。大祷は八王子社、小祷は御霊社（珂夫賀社）の祭事を行い、それぞれの下に宮人衆（くにんしゅう、九人衆）、系衆（けいしゅう）、オモノ衆、スコ持を伴って奉仕した。祷屋制の廃止後は、毎年氏子の中から奉仕員を選ぶようになった。

### 逆さ田植
9月9日に神社の境内で、種まきから鎌納めまでの一連の農作業を模擬的に行う「逆さ田植」という儀礼を執行する。収穫祭の日に模擬的な田植えを行うため、「逆さ」と称している。（異説では、祭事中に藁人形を背中合わせに〔=逆さに〕背負うため、逆さ田植と称する。）収穫祭で逆さ田植を行う意味は解明されていない。
逆さ田植は正式には「御田植神事」といい、まず大祷（おおとう）と小祷（ことう）がお白（しら）と白酒、さや豆と白酒、生柿と白酒を一献、二献、三献と順に神前へ供え、荒莚（むしろ）を社殿前に敷く。これを田に見立て、莚の両端に木の葉十数枚を持った宮人衆が立ち、「ベロベロ」と3回唱えながら、葉をまき散らす。ちらし終えると「よう芽立ちました」と唱える。これは「種蒔式」（たねまきしき）と呼ばれる。続いて、鳥追いを模して宮人衆が「ホウホウ」と三唱する。
その後、宮人衆と村役人衆が手に持った常盤木の枝から葉をむしりながら神楽歌を歌い東進する「苗取式」、先の人々が一旦西へ戻り、再び東進しながらむしった葉をまき散らす「田植式」を行う。ここで昼休みに入り、頬に墨を塗り髢（かもじ）を垂らした小祷が、ソウナイ（飯櫃）を捧げ持ち、藁人形を背中合わせに背負い、牛（莚と棒で作り、2人でかついだもの）を追いながら神前へ向かい、社殿前にソウナイを供える。ソウナイには赤飯が入っており、オモノ衆が赤飯を握り、膳に載せ、各座へ配る。

### 同族神信仰
1960年代には、甲賀衆の子孫であると伝承される福岡氏が1月2日に「お飛鳥様」を、石神氏が石神を祀り、城山氏は1派が東照権現を、もう1派が八幡様を祀る同族神信仰があった。日本では同族神信仰が農村部に多いのに対し、甲賀では漁村的な橋本郷に強く見られた点が特徴的であった。また志摩地方で同族神信仰を持つのは、珍しい存在であった。
お飛鳥様では日本武尊を祀り、福岡氏の本家当主は1月2日の午前2時頃に潮垢離を行い、一族で珂夫賀神社へ御饌（みけ）を捧げる。本家は当日中に飛鳥社跡にも御饌を、分家は翌日三宮社に御饌を捧げる。軽石山と呼ばれる飛鳥社跡には小祠や室町時代の五輪塔が残り、福岡氏の先祖の墓である可能性がある。ここで安産祈願をする風習がある。

## 交通

### 鉄道
阿児町甲賀に鉄道は通っておらず、最寄り駅は近鉄志摩線志摩神明駅である。志摩神明駅から阿児町甲賀まで4kmほどある。

### 路線バス
2021年（令和3年）現在、阿児町甲賀には三重交通の御座線と志島循環線が乗り入れており、甲賀口、甲賀西、島茶屋、甲賀、甲賀小学校前、F浜田、甲賀大半前、阿児の松原の8つのバス停がある。島茶屋には御座線と志島循環線の双方が乗り入れ、他のバス停はどちらか一方のみ乗り入れる。
■三重交通（志摩営業所管内）
- 御座線（甲賀口、甲賀西、島茶屋バス停）[73]
  - 60・62・63系統 御座港
  - 60・62系統 伊勢赤十字病院
  - 60系統 伊勢市駅前
  - 60系統 磯部バスセンター
- 志島循環線（島茶屋、甲賀、甲賀小学校前、F浜田、甲賀大半前、阿児の松原バス停）[73]
  - 92系統 志摩病院
  - 92系統 鵜方駅前

### 道路
- 国道260号 - 甲賀の南西縁を通る[11]。三重交通の路線バス「御座線」が通る[11]。
- 三重県道61号磯部大王線 - 甲賀の東部を通る[11]。
- 三重県道129号磯部大王自転車道線
- 志摩市道里鹿谷線 - 旧・三重県道728号里鹿谷線[75]。全線開通は1991年（平成3年）3月[76]。国道260号の甲賀口（鹿谷）と県道61号の浜田集落を結ぶ[11]。通学路として利用される[77][78]。

## 施設

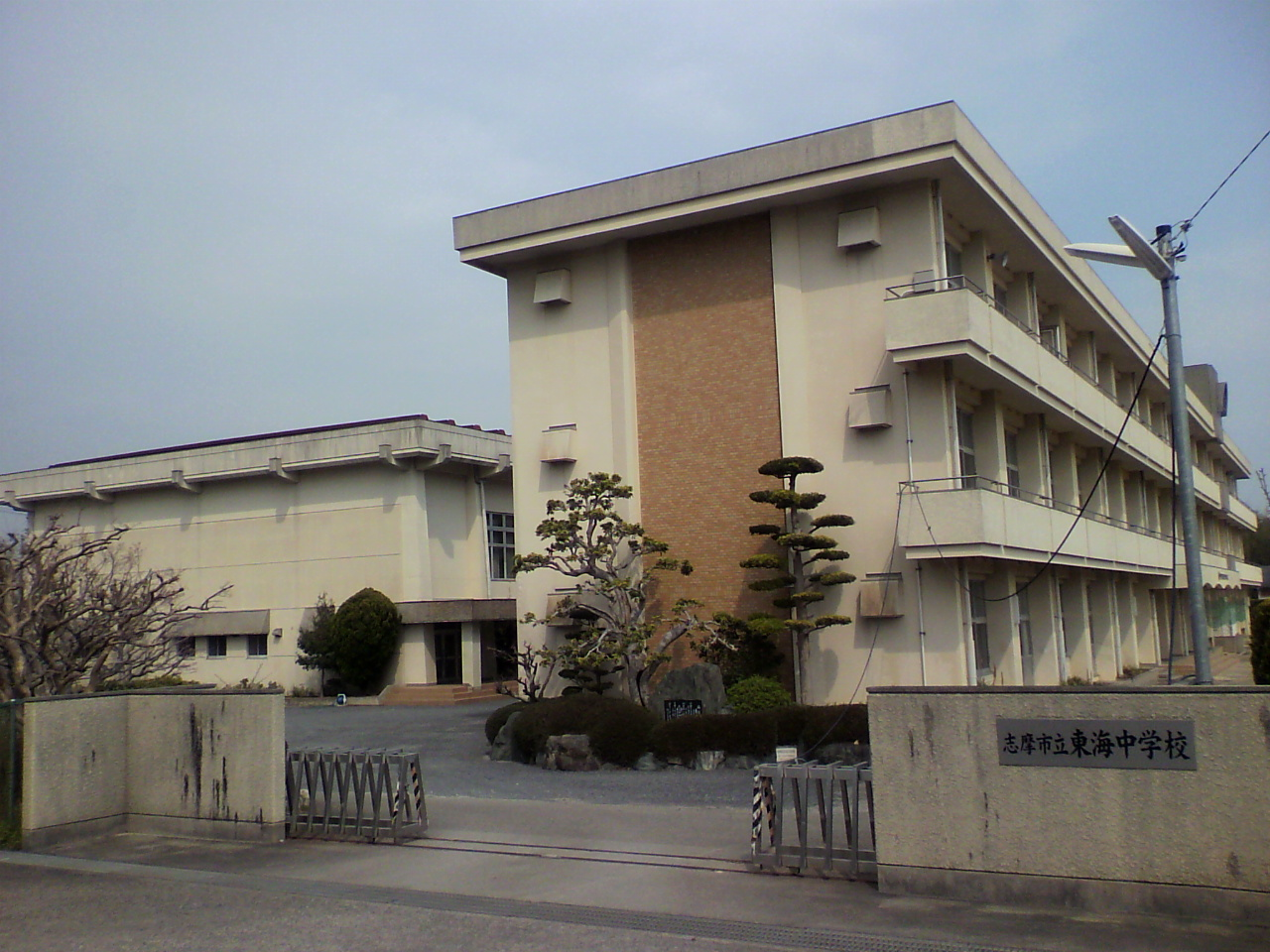
東海中学校

- 志摩市立東海小学校[23]
- 志摩市立東海中学校[11]
- 阿児の松原スポーツセンター
- 伊勢農業協同組合阿児東支店[79]
- 中川物産（N-OIL）甲賀口給油所[80]
- 三重外湾漁業協同組合安乗事業所甲賀[81]
- ファミリーマート志摩こうか店[82]

### 史跡
- 甲賀城址 - 戦国時代に甲賀雅楽（武田左馬之助）が拠った城[83]。永禄13年（1570年）に廃城[83]。志島との境界付近の岬（橋本の城の崎[25]）に位置しているため、城跡の大部分が海蝕され、遺構は失われている[83]。
- 東照山見宗寺・福寿山妙音寺・龕流山福満寺 - いずれも曹洞宗の仏教寺院で常安寺の末寺[28]。見宗寺と妙音寺は浜田集落、福満寺は奥集落にある[28]。妙音寺の裏には、「地震津浪遺戒」の碑がある[17]。
- 珂夫賀神社（かふがじんじゃ） - 甲賀の鎮守であった岡畑社（八王子社）に水神社、津島神社、琴平社、伊豆三島社、福岡神社、社宮司社、宅日社、三孤神社、若宮社、歳徳社、山神社、珂夫賀社、厳島社、八幡社を1907年（明治40年）に合祀し、社名を「珂夫賀神社」と改めた[28]。神社に伝わる獅子頭は永正16年（1519年）に作られたもので、三重県で現存する獅子頭の中では4番目に古い[84]。境内に珂夫賀神社古墳がある[85]。